# Силва Лейте, Кристиано да
Кристиано да Силва Лейте, либо Крис Силва, либо просто Кристиано (порт. Cristiano da Silva Leite; род. 29 августа 1993, Нитерой, Рио-де-Жанейро) — бразильский футболист, защитник клуба «Флуминенсе». Выступает за «Шапекоэнсе» на правах аренды.

## Биография
Начал карьеру футболиста в клубе «Витория дас Табокас» из Лиги Пернамбукано. Свой первый матч в составе команды провёл 8 декабря 2013 года против «Декисао» (1:0). В последующим Кристиано играл на правах аренды в клубах «Муриси» (Лига Алагоано, 2014), КРБ (Серия C, 2014), «Бонсусессо» (Лига Кариока, 2015) и «Крисиума» (Серия B, 2015).
В 2016 году был отдан в очередную аренду в «Волту-Редонда», вместе с которой стал победителем турнира в Серии D. После чего руководство клуба приняло решение выкупить его контракт у «Витории дас Табокас».
Летом 2017 года на правах аренды перешёл в тираспольский «Шериф». В составе команды дебютировал 9 июля 2017 года в матче чемпионата Молдавии против «Зари» из города Бельцы (5:0). Принимал участие в квалификационных играх Лиги чемпионов, а затем в групповом этапе Лиги Европы. В сезоне 2017 года «Шериф» стал чемпионом страны, а бразильский защитник, отдавший девять голевых передач, был признан лучшим ассистентом турнира.
В январе 2018 года Кристиано стал полноправным игроком «Шерифа». Соглашение с молдавским коллективом футболист продлил в ноябре 2019 года. Вместе с командой Кристиано становился чемпионом Молдавии сезонов 2018, 2019 и 2020/21. Становился победителем (2018/19) и финалистом Кубка Молдавии (2020/21). Дважды участвовал в матчах за Суперкубок страны (2019, 2021).
Летом 2021 года «Шериф» впервые в истории молдавского футбола добился выхода в групповой этап Лиги чемпионов УЕФА. После первой игры в групповом раунде, в которой «Шериф» сенсационно одолел донецкий «Шахтёр», Кристиано был признан лучшим игроком матча. В своей группе «Шериф» занял третье место, что позволило клубу весной следующего года продолжить выступления в Лиге Европы. По итогам 2021 года Кристиано был признан лучшим защитником Молдавии.
В январе 2022 года заключил двухлетний контракт «Флуминенсе». Руководство бразильского клуба заплатило за трансфер защитника 1,5 миллиона евро.

## Достижения
«Шериф»
- Чемпион Молдавии (4): 2017, 2018, 2019, 2020/21
- Обладатель Кубка Молдавии: 2018/19
- Финалист Кубка Молдавии: 2020/21

Личные
- Орден Почёта (30 декабря 2021 года, ПМР) — за большой вклад в развитие футбола, высокие спортивные достижения, волю к победе, стойкость и целеустремлённость, проявленные в самом престижном клубном турнире мира — Лиге чемпионов УЕФА, и в связи с 25-летием со дня образования закрытого акционерного общества «Спортивный клуб «Шериф»[11]

## Статистика
| Клуб                | Сезон   | Лига               | Лига  | Лига | Кубок | Кубок | Еврокубки | Еврокубки | Другие | Другие |
| Клуб                | Сезон   | Дивизион           | Матчи | Голы | Матчи | Голы  | Матчи     | Голы      | Матчи  | Голы   |
| ------------------- | ------- | ------------------ | ----- | ---- | ----- | ----- | --------- | --------- | ------ | ------ |
| Витория дас Табокас | 2014    | Лига Пернамбукано  | 23    | 1    |       |       | —         | —         | —      | —      |
| Муриси              | 2014    | Лига Алагоано      | 7     | 0    |       |       | —         | —         | —      | —      |
| КРБ                 | 2014    | Серия C            | 11    | 0    |       |       | —         | —         | —      | —      |
| Бонсусессо          | 2015    | Лига Кариока       | 13    | 0    |       |       | —         | —         | —      | —      |
| Крисиума            | 2015    | Серия B            | 13    | 0    | 2     | 0     | —         | —         | —      | —      |
| Волта-Редонда       | 2016    | Серия D            | 13    | 0    |       |       | —         | —         | —      | —      |
| Волта-Редонда       | 2016    | Лига Кариока       | 15    | 0    |       |       | —         | —         | —      | —      |
| Волта-Редонда       | 2017    | Серия C            | 4     | 0    | 1     | 0     | —         | —         | —      | —      |
| Волта-Редонда       | 2017    | Лига Кариока       | 12    | 1    |       |       | —         | —         | —      | —      |
| Шериф               | 2017    | Чемпионат Молдавии | 17    | 1    | 1     | 0     | 12        | 0         |        |        |
| Шериф               | 2018    | Чемпионат Молдавии | 23    | 1    | 5     | 0     | 8         | 0         |        |        |
| Шериф               | 2019    | Чемпионат Молдавии | 24    | 0    | 4     | 0     | 6         | 0         | 1      | 0      |
| Шериф               | 2020/21 | Чемпионат Молдавии | 28    | 1    | 3     | 0     | 3         | 0         |        |        |
| Шериф               | 2021/22 | Чемпионат Молдавии | 11    | 0    |       |       | 14        | 0         | 1      | 0      |
| Флуминенсе          | 2022    | Серия A            | 0     | 0    |       |       |           |           |        |        |